# 奥林匹克航空

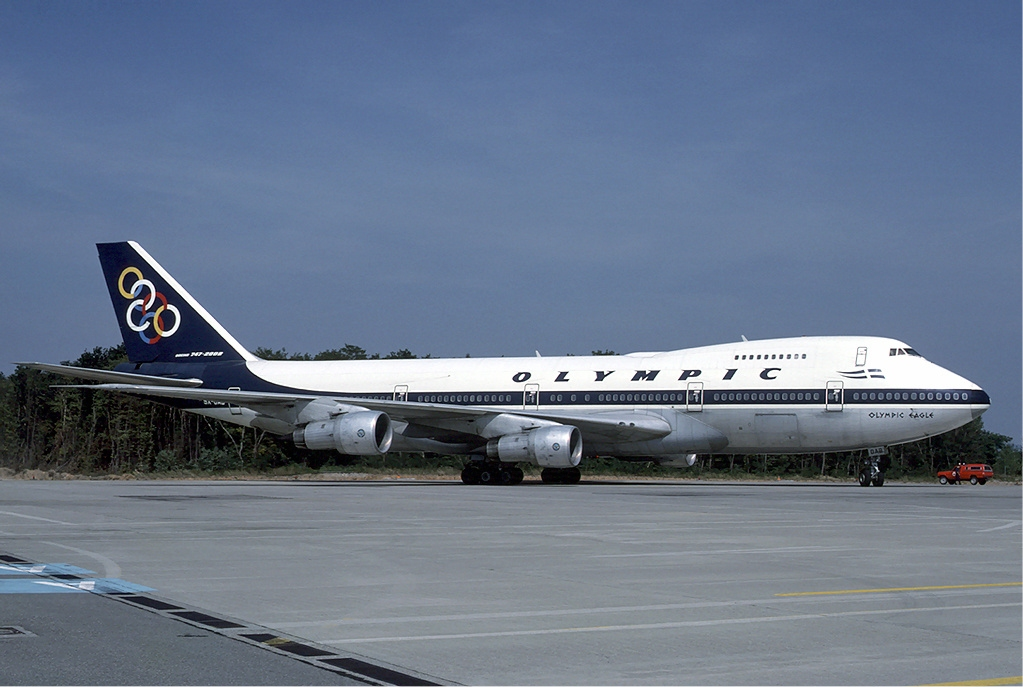
奥林匹克航空的波音747-200（1986年）

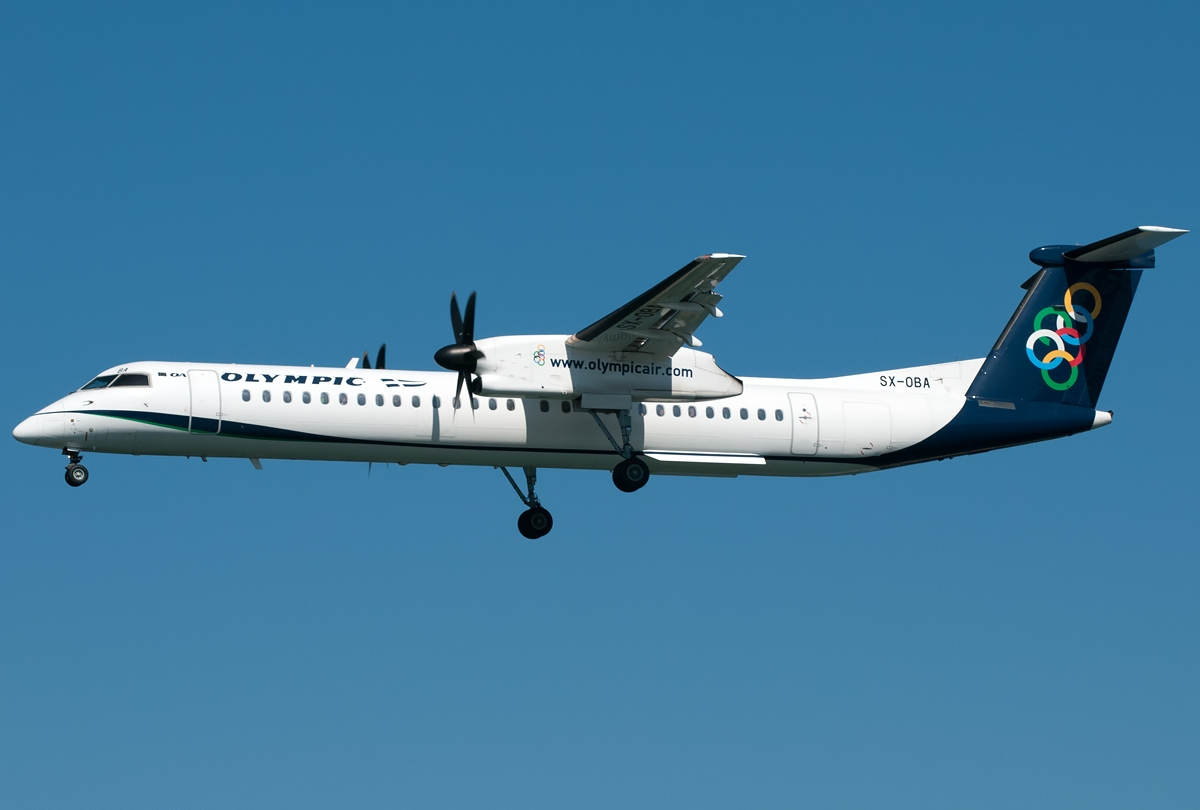
奥林匹克航空的Dash 8-Q400（2013年）

奧林匹克航空是希腊规模最大的航空公司。前身为希腊的国营航空公司（Olympic Airlines），成立于1954年，且于1956年至1973年间由希腊船王亚里士多德·奥纳西斯拥有。2009年，希腊政府面对负债累累的奥林匹克航空公司，决定实行私有化计划。由私人投资方马尔芬投资集团（Marfin Investment Group）着手组建新的航空公司，新的奥林匹克航空公司沿用原奥林匹克航空公司的名称和标识，以及原奥林匹克航空公司的航线、在希腊以及其他国际机场的位置和设施。
2010年2月22日，奧林匹克航空与其主要竞争对手愛琴海航空宣布达成合并协议。根据协议，两家公司合并后将保留“奥林匹克航空”的品牌、停用“爱琴海航空”的名称，旨在抵御外国航空公司对其越来越激烈的冲击。但此举引起了欧盟的关注，欧盟委员会宣布对希腊最大的两家航空公司合并交易展开深入的反垄断调查，原因是两家航空公司合并后将在希腊多条国内和国际航线上占据非常高的市场份额，可能威胁行业公平竞争，并担心这项交易可能影响到希腊机场的地勤服务。　
2013年，爱琴海航空收购奥林匹克航空，奥林匹克航空成为爱琴海航空的子公司。

## 機隊

### 現有機隊

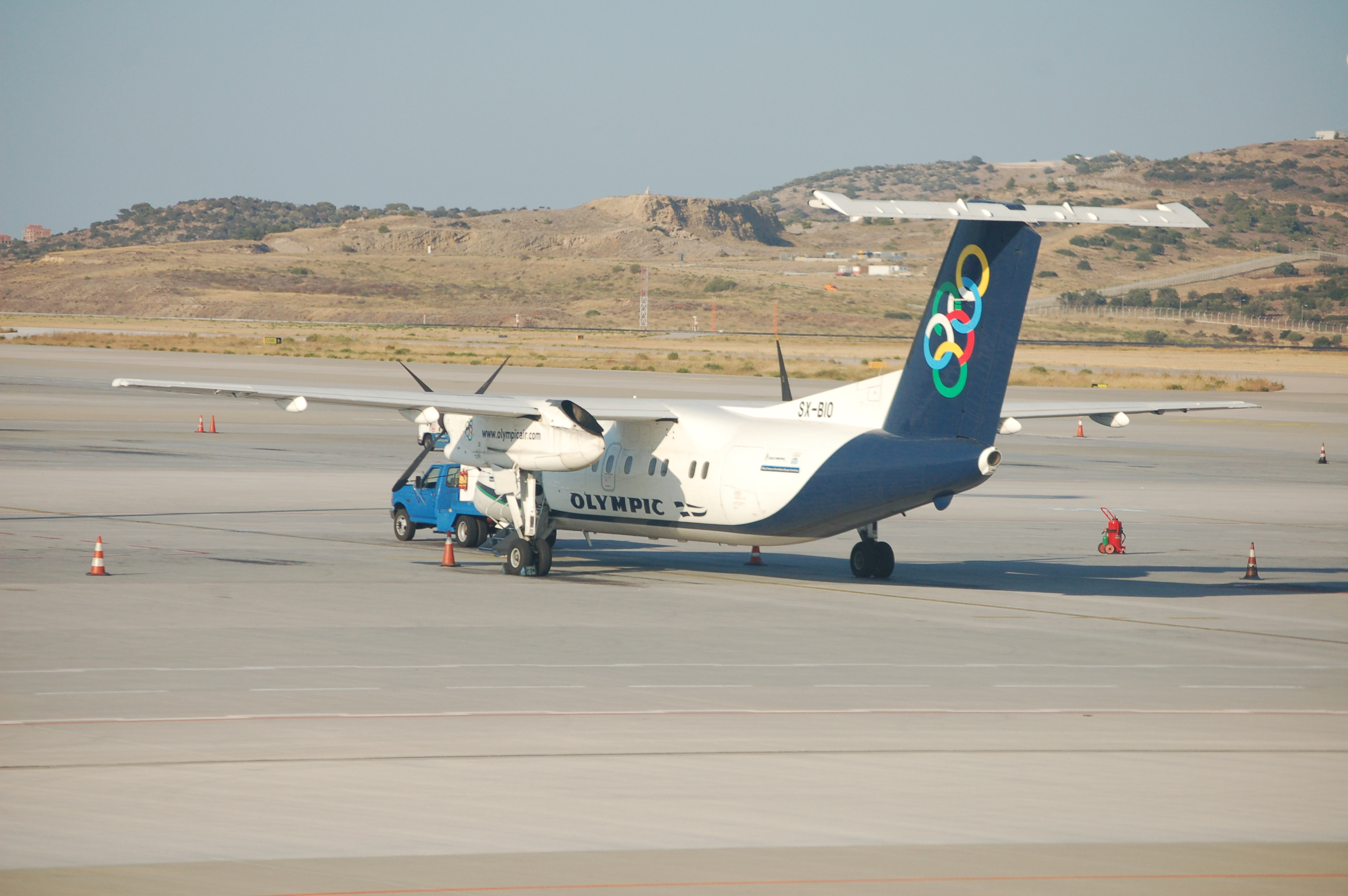
龐巴迪Dash 8-102A在雅典埃萊夫塞里奧斯·韋尼澤洛斯國際機場（攝於2012年）

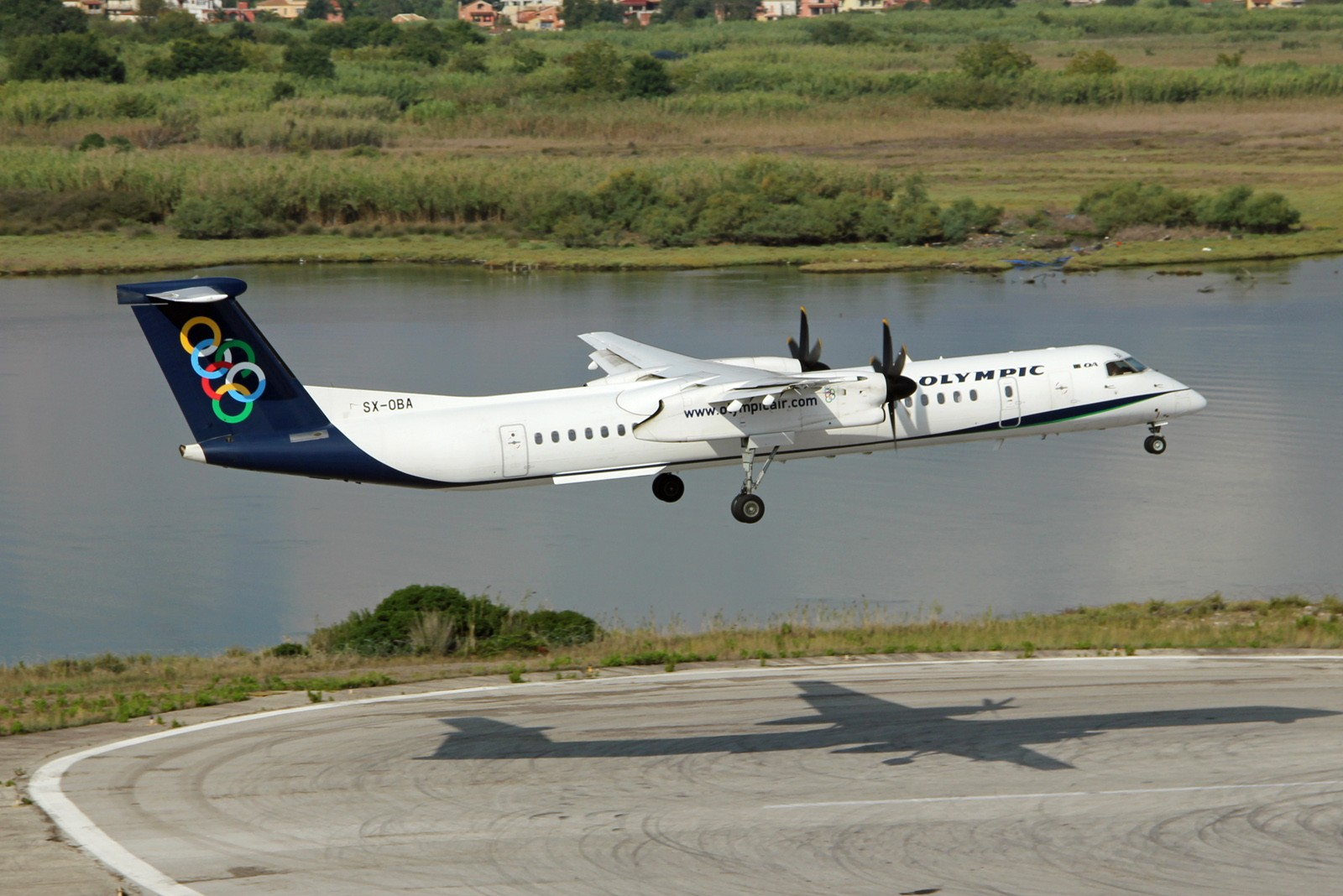
龐巴迪Dash 8-Q400於克基拉島揚尼斯·卡波迪斯特里亞斯國際機場降落（攝於2014年）

截至2022年11月，奧林匹克航空擁有以下機隊：

### 過去機隊
奧林匹克航空在一開始時是以空中巴士A320系列及龐巴迪Dash 8飛行。在2013年3月，有報道指奧林匹克航空會將所有空中巴士A320退役，而空中巴士A319則會繼續在來往聖托里尼島及亞歷山德魯波利斯的國內航線營運至夏季完結。在此之後，所有A320空中巴士均轉到愛琴海航空繼續服役。

## 事故
- 1978年8月9日，奧林匹克航空411號班機（註冊編號SX-OAA）從伊立康國際機場（英语：Ellinikon International Airport）起飛時，因引擎故障，導致飛機差點在雅典市墜毀，後來飛機引擎推力增加後成功返回伊立康國際機場降落[13][14]。事故中無人受傷[14]。
- 1989年8月3日，奧林匹克航空545號班機執飛從塞薩洛尼基飛往薩摩斯島的航班時，在降落時墜毀，機上34人全部遇難。
- 2022年1月14日，奧林匹克航空024號班機（ATR-42-600）在米洛斯島機場（英语：Milos Island National Airport）降落時因強風滑出跑道，無人受傷[15]。